# Baile en Bougival
Baile en Bougival es una pintura al óleo sobre lienzo creada por Pierre-Auguste Renoir en 1883, que actualmente se encuentra en la colección del Museo de Bellas Artes de Boston, Massachusetts, Estados Unidos. Se la ha descrito como "una de las obras más queridas del museo". La obra representa a dos amigos de Renoir: Suzanne Valadon y Paul Auguste LIhote.